# Зеленивка
Зеленивка (на украински: Зеленівка) е селище от градски тип в Южна Украйна, Херсонска област. Основано е през 1782 година. Населението му е около 5706 души.
1. ↑  Зеленівка //   Енциклопедия на съвременна Украйна. Посетен на 30 юли 2022 г.